# Javier Rodríguez Moreno
Javier Rodríguez Moreno (Madrid, 22 de julio de 2002), conocido como Javi Rodríguez, es un jugador de balonmano español que juega de pívot en el F. C. Barcelona de la Liga Asobal.
Es internacional con la selección de balonmano de España, con la que debutó el 27 de abril de 2023, en un partido de la EHF Euro Cup frente a la selección de balonmano de Dinamarca.

## Palmarés

### Selección nacional
| Juegos Olímpicos | Juegos Olímpicos | Juegos Olímpicos  | Juegos Olímpicos |
| Año              | Lugar            | Medalla           |                  |
| ---------------- | ---------------- | ----------------- | ---------------- |
| 2024             | París            | Medalla de bronce |                  |

### Barcelona
- Supercopa Ibérica de balonmano (2): 2023, 2024
- Liga Asobal (1): 2024
- Copa Asobal (1): 2024
- Copa del Rey (1): 2024
- Liga de Campeones de la EHF (1): 2024

### Consideraciones individuales
- Mejor pívot del Campeonato Europeo de Balonmano Masculino Sub-19 de 2021[5]
- Mejor pívot del Campeonato Europeo de Balonmano Masculino Sub-20 de 2022[6]

## Clubes
| Club                      | País   | Año         |
| ------------------------- | ------ | ----------- |
| Club Balonmano Alcobendas | España | 2018 - 2020 |
| BM Guadalajara            | España | 2020 - 2021 |
| BM Ciudad de Logroño      | España | 2021 - 2023 |
| FC Barcelona              | España | 2023 - Act. |